# Marigot (São Martinho)
Marigot é a principal cidade e capital da parte francesa da ilha de São Martinho, nas Caraíbas. Em 2006, contavam-se 5700 habitantes.
A cidade fica localizada na parte oeste na costa litorânea da ilha de São Martinho.